# Sara Del Rey
Sara Ann Amato, conosciuta con il ring name Sara Del Rey (Martinez, 13 novembre 1980), è un'ex wrestler statunitense.
È una delle più conosciute wrestler della Shimmer Women Athletes e della Lucha Libre Feminil messicana ed è apparsa per molte federazioni indipendenti degli Stati Uniti, inclusa la IWA Mid-South, Ring of Honor, All Pro Wrestling e Chikara. La Del Rey ha inoltre partecipato a diversi match, lottando mascherata e usando il nome di Nic Grimes, è stata la promotion di MTV, la Wrestling Society X.
Dal 2012 è sotto contratto con la WWE come allenatrice delle lottatrici di NXT.

## Infanzia
Da bambina, la Amato si considerava una fan del wrestling, ma dopo aver smesso di seguirlo per alcuni anni, si è nuovamente appassionata. Dopo il liceo, si è allenata con la All Pro Wrestling. All'inizio la Amato ha dovuto spendere molte ore nell'allenamento dato che fare wrestling non le veniva naturale.

## Carriera nel wrestling
Nel 2002 si allena con la ARSION, considerando lei stessa questo momento come saliente per la sua carriera
Nel primo 2005 vince il Women's Championship della Impact Zone Wrestling sconfiggendo Adrenelyn il 15 febbraio. Più tardi, sempre nel 2005, lotta in Giappone e pubblica un DVD che mostra 6 match in Giappone col titolo di "Sara Del Rey Japan Tour 2005". La Del Rey e Mercedes Martinez hanno lottato in un match che è finito in un pareggio per limite di tempo di 20 minuti, che ha ricevuto una standing ovation per la Shimmer il 6 novembre, 2005. Inoltre nel 2005 perde la sua maschera in un match nella Lucha Libre Femenil messicana il 16 dicembre. Ha poi riusato la maschera un'altra volta come Nic Grimes, la "sorella" di Vic Grimes della Wrestling Society X.
Insieme con Allison Danger forma un team conosciuto come le "Dangerous Angels". Le due competono come un team sia in SHIMMER che nella ROH. Nel 2006 la Del Rey ha un Feud con Daizee Haze, che batte il 3 giugno 2006 ad uno show della Ring of Honor.
Una dei pochi pilastri femminili nella Ring of Honor, la Del Rey fu un membro della Sweet & Sour Inc., una fazione di wrestlers accompagnati da Larry Sweeney. Durante il suo tempo nella fazione fu accoppiata con Chris Hero da Sweeney e vestiti degli "Intergender Heavywheight Tag Team Champions", anche se in realtà i "titoli" non furono mai riconosciuti dalla ROH. Lasciò la fazione dopo che Sweeney interruppe un match tra lei e Daizee Haze ad uno show della Ring of Honor dell'11 aprile. Al successivo Show della Ring of Honor che prese luogo il giorno successivo Sweeney affermò, chiaramente in una storyline, che stava "preparando" Del Rey per la WWE e lei rispose dicendo che lei era una wrestler e non una diva. È ritornata come un "fiero membro" della Sweet & Sour Inc. allo Show della Ring of Honor del 9 maggio, con un nuovo look. La Del Rey è inoltre apparsa allo Show della Ring of Honor "Supercard of Honor V" a New York contro la debuttante Amazing Kong. A Sara fu data una gomitiera in metallo dai Kings of Wrestling (Chris Hero and Claudio Castagnoli) e ha colpito la Kong con uno Spinning Forearm Smash per la vittoria finale.

### SHIMMER Women Athletes (2005-2009)
Sara Del Rey è stata parte della SHIMMER sin dalla fondazione, dove ha lottato con Mercedes Martinez in un match che è finito in un pareggio per limite di tempo di 20 minuti ma che ha avuto una standing ovation dai fan presenti. Più tardi, nello stesso giorno, parte del Volume 2, ha lottato in un Fatal 4 Way Elimination Match sconfiggendo Daizee Haze, Lacey e Mercedes Martinez, eliminando per ultima Daizee Haze con il suo Royal Butterfly. Il 12 febbraio, 2006 è stata in grado di sconfiggere Daizee Haze nel Main Event del Volume 3 con un Bridging German Suplex e poi Rain nel Volume 4 con il suo Royal Butterfly. Nel Main Event del Volume 5 Sara Del Rey finalmente schienò Mercedes Martinez in un Single Match. Più tardi, nella stessa sera, le Minnesota Home Wrecking Crew sfidarono Mercedes Martinez ad un Tag Team Match e Sara Del Rey acconsentì ad essere la partner di Mercedes. Nel Volume 6 il Team di Lacey e Rain fu in grado di sconfiggere Sara e Mercedes. Il 22 ottobre 2006 Sara Del Rey ottenne una vittoria per schienamento contro la debuttante Nattie Neidhart. Dopo il match fu sfidata da Mercedes Martinez ad un rematch nel Volume 8 al quale Sara acconsentì. Prima del grande incontro Sara Del Rey sconfisse Lorelei Lee in un Webmatch disponibile su YouTube. Nel Main Event del Volume 8 Sara Del Rey ha sofferto la sua prima sconfitta in un match singolo in SHIMMER contro Mercedes Martinez che fu in grado di ottenere la vittoria dopo ben 4 Saito Suplex.
Il 7 aprile 2007 Sara Del Rey si mostrò più forte che mai sconfiggendo entrambe Cheerleader Melissa e Nikki Roxx rispettivamente nei Main Event del Volume 9 e 10, presentandosi al torneo per lo SHIMMER Championship con due vittorie molto consistenti. Il 1º giugno cominciò lo SHIMMER Title Tournament e Sara Del Rey fu in grado di avanzare alle semifinali eliminando prima Cindy Rogers e poi Alicia. Come parte del Volume 12 ha poi sconfitto Sarah Stock in quasi 20 minuti e nelle finali ha scritto la storia sconfiggendo Lacey e diventando la prima SHIMMER Champion nella storia. Più tardi, quella sera, ha fatto coppia con Nikki Roxx per sconfiggere il team delle Minnesota Home Wrecking Crew. Ha avuto la prima difesa del suo titolo in SHIMMER contro Lacey in un Rematch del Volume 12 nel Volume 14 in un match che è durato circa 30 minuti. Ha poi continuato la sua Winning Streak sconfiggendo Amazing Kong come parte del Volume 15 e "Dark Angel" Sarah Stock in un Two Outs of Three Falls Match come parte del Volume 16. Ha subito una sconfitta in Tag Team nel Volume 17 quando il Team di MsChif e Cheerleader Melissa è stato in grado di sconfiggere Sara Del Rey e Allison Danger. Come parte del Volume 18 MsChif ha poi sfidato Sara Del Rey ad un match visto che era stata in grado di mettere a segno il suo Desecrator sulla campionessa durante il Tag Team Match del Volume 17 e Sara Del Rey diede il suo consenso per il match. Più tardi Sara Del Rey ha subito la sua seconda sconfitta in competizione singola e come risultato del match ha anche perso il titolo contro MsChif.
Il 5 luglio 2008 Sara Del Rey ha preso parte ad una Battle Royal a 21 Donne per dichiarare la #1 Contender al titolo di MsChif ma è stata sorprendentemente eliminata dalla Portuguese Princess Ariel. Sara ha poi attaccato Ariel portando ad un match tra queste due nel Volume 19 che fu vinto da Death Rey con il suo Royal Butterfly. Come parte del Volume 20 è stata poi in grado di sconfiggere Serena Deeb per sottomissione. Il 19 ottobre 2008 Sara Del Rey fu sfidata da Serena Deeb ad un rematch che fu vinto un'altra volta da Sara, questa volta per schienamento. Nel Volume 22 fu sfidata nuovamente da Serena Deeb ma questa volta non ha accettato e ha lasciato l'edificio. Comunque, dopo che MsChif fu in grado di sconfiggere Ariel nel Main Event del Volume 22 ha attaccato la SHIMMER Champion che fu salvata da Serena Deeb e l'arbitro Bryce Remsburg ha acconsentito ad un match tra queste due. Dopo un match molto lottato Serena Deeb è stata finalmente in grado di ottenere una vittoria contro Sara Del Rey mettendo a segno lo Spear.
Il 2 maggio 2009 Sara Del Rey è stata in grado di sconfiggere Madison Eagles delle Pink Ladies. Più tardi lei e Amazing Kong hanno distrutto la SHIMMER Champion MsChif ma hanno lasciato il ring non appena Cheerleader Melissa ha raggiunto la sua compagna di coppia. Come parte del Volume 24 Sara Del Rey ha fatto coppia con Amazing Kong sconfiggendo nel Main Event il team di MsChif e Cheerleader Melissa dopo un Implant Buster/Splash Combo sulla SHIMMER Champion, diventando così le #1 Contenders agli SHIMMER Tag Team Titles di Ashley Lane e Nevaeh. Il 3 maggio 2009 le Death Kongs fallirono la cattura degli SHIMMER Tag Team Titles dal momento che furono squalificate. Il due ha continuato poi a brutalizzare le campionesse dopo il match ma furono costrette a lasciare il ring da Serena Deeb e Mercedes Martinez. Più tardi, come parte del Volume 26, il team di Amazing Kong e Sara Del Rey ha sconfitto il team di Serena Deeb e Mercedes Martinez dopo la loro Implant Buster/Splash Combo su Serena Deeb.
L'8 novembre 2009 Sara Del Rey ha costretto Jessie McKay ad arrendersi in un Single Match. Più tardi, quella sera, è stata squalificata contro Ayako Hamada ma la wrestler giapponese ha fatto ripartire il match per mostrare di che pasta era fatto. In quello che è considerato il miglior match della storia SHIMMER Sara Del Rey ha sconfitto Ayako Hamada con uno Spike Piledriver. Il 10 aprile 2010 ha sconfitto nel Volume 29 Tenille con il suo Royal Butterfly mentre nel Volume 30 ha usato lo Spike Piledriver per sconfiggere la debuttante Hiroyo Matsumoto. Il giorno dopo, nel Volume 31, ha lottato e perso contro Ayumi Kurihara dopo un Roll-Up. Si è rifatta nel Volume 32 dove ha sconfitto Misaki Ohata con un Royal Butterfly. Nel Volume 33 ha sconfitto Nevaeh per sottomissione in un match da mid-carding. Nel Volume 34 Sara ha patito un'altra sconfitta, questa volta per mano di Jessie McKay, prendendo parte ad un Triple Threat che ha visto coinvolta anche Ayako Hamada. Si è rifatta nel Volume successivo la Del Rey che ha sottomesso Rachel Summerlyn con il juji-gatame.

### Ring of Honor (2009-2012)
Nel secondo episodio della Ring of Honor su HDNet, la Del Rey ha sconfitto Daizee Haze con il suo Royal Butterfly. Invece, come parte del quarto episodio, lei ha perso in un Tag Team Match, in coppia con Sassy Stephie, contro Daizee Haze e Nevaeh. Lei ha inoltre preso parte in un Triple Threat non-title match contro Daizee e la SHIMMER Champion MsChif, che ha vinto MsChif. È apparsa nel 17º episodio quando ha fatto coppia con MsChif sconfiggendo Daizee e Nevaeh. Il 28 settembre 2009 la Del Rey ha vinto un match contro Nikki Roxx usando il suo Royal Butterfly. Il 1º Marz 2010 Sara Del Rey ha sconfitto Portia Perez dopo aver messo a segno il suo Spike Piledriver.

### Jersey All Pro Wrestling (2009-2010)
La Del Rey è parte della divisione femminile della Jersey All Pro Wrestling e ha preso parte nel primo show tutto al femminile il 10 gennaio 2009 sconfiggendo Daizee Haze. Nel secondo show, il 9 maggio, ha sconfitto la debuttante Amazing Kong e più tardi ha anche vinto una Battle Royal diventando la #1 Contender al nuovissimo JAPW Women's Title. Il 27 giugno 2009 è stata in grado di sconfiggere ODB a Jersey City diventando la campionessa JAPW inaugurale. È stata in grado di difendere il titolo per la prima volta contro Portia Perez ad European Homicide il 1º agosto mettendo a segno il suo Royal Butterfly. Ha fatto la seconda difesa congro Haley Hatred a Beachwood il 12 settembre 2009 ottenendo la vittoria con il suo classico Royal Butterfly. Ad Halloween Hell ha squashato Roxie Cotton facendo la terza difesa del titolo. Il 13 novembre 2009 la Del Rey ha difeso con successo il titolo JAPW contro Alissa Flash ad un House Show della Total Nonstop Action Wrestling a Wayne, New Jersey Il giorno successivo, allo Show JAPW Girl Power il match tra Sara Del Rey e Cheerleader Melissa è finito in una doppia squalifica quando Hailey Hatred ha attaccato entrambe Melissa e la campionessa femminile. Più tardi è stato annunciato che al successivo show JAPW della categoria femminile le tre si sarebbero scontrare in un Three-Way senza squalifica. Death Rey ha poi sconfitto Sumie Sakai mantenendo il titolo al PPV Season's Beatings. Il 9 gennaio, 2010 Death Rey ha vinto il Triple Threat No DQ Match contro Hailey Hatred e Cheerleader Melissa facendo la sua 7ª difesa del titolo.
Nella stessa sera Sara ha poi accettato una sfida da parte di Ayako Hamada. Il 16 gennaio Sara Del Rey ha mantenuto ancora una volta il titolo contro Sumie Sakai allo Show Janary Infiltration della RCW. Il 23 gennaio ha sconfitto Madison Rayne allo Show del 12º Anniversario della JAPW nella sua nona difesa. Ha sconfitto Jessica James allo show "Please Allow Us to Reintroduce Ourselves" nella sua decima difesa del titolo qualificandosi inoltre per il Queen of Queens Tournament Sara Del Rey ha continuato a difendere il suo titolo ed è riuscita a sconfiggere Hailey Hatred in un Falls Count Anywhere Match a WildCard, uno Show della JAPW dove i campioni devono difendere i loro titoli contro avversari misteriosi. La sua 12ª difesa del titolo è stata contro Ayumi Kurihara allo Show JAPW Old School il 17 aprile 2010 ma il match non è stato registrato. È stata anche in grado di difenderlo contro Annie Social allo Show Notorius Thunder il 22 maggio 2010. Il 3 luglio 2010 Death Rey ha lottato ancora una volta in un House Show TNA perdendo contro Angelina Love in un match per il numer #1 Contender Status al titolo TNA Knockout.

### NCW Femmes Fatales (2009-2012)
Il 5 settembre 2009 Sara Del Rey ha preso parte allo show di debutto della NCW Femmes Fatales dove ha sconfitto Cherry Bomb con il Royal Butterfly. Più tardi quella sera, dopo il match di LuFisto, ha attaccato la founder della promotion e l'ha sfidata ad un match allo show successivo. Non ha potuto presenziare al secondo show della NCW Femmes Fatales per via dei ROH TV Tapings. Tuttavia ha preso parte al torneo per decretare la prima NCW FF Champion e nel primo turno, che ha preso luogo il 5 giugno 2010 al terzo show della Femmes Fatales ha perso contro LuFisto in un First Time Ever Match.

### WWE (2012-presente)
Il 9 giugno 2012 firma un contratto con la WWE. Il 28 settembre viene annunciato che la Del Rey sarà l'allenatrice delle divas di NXT.

## Personaggio

### Mosse finali

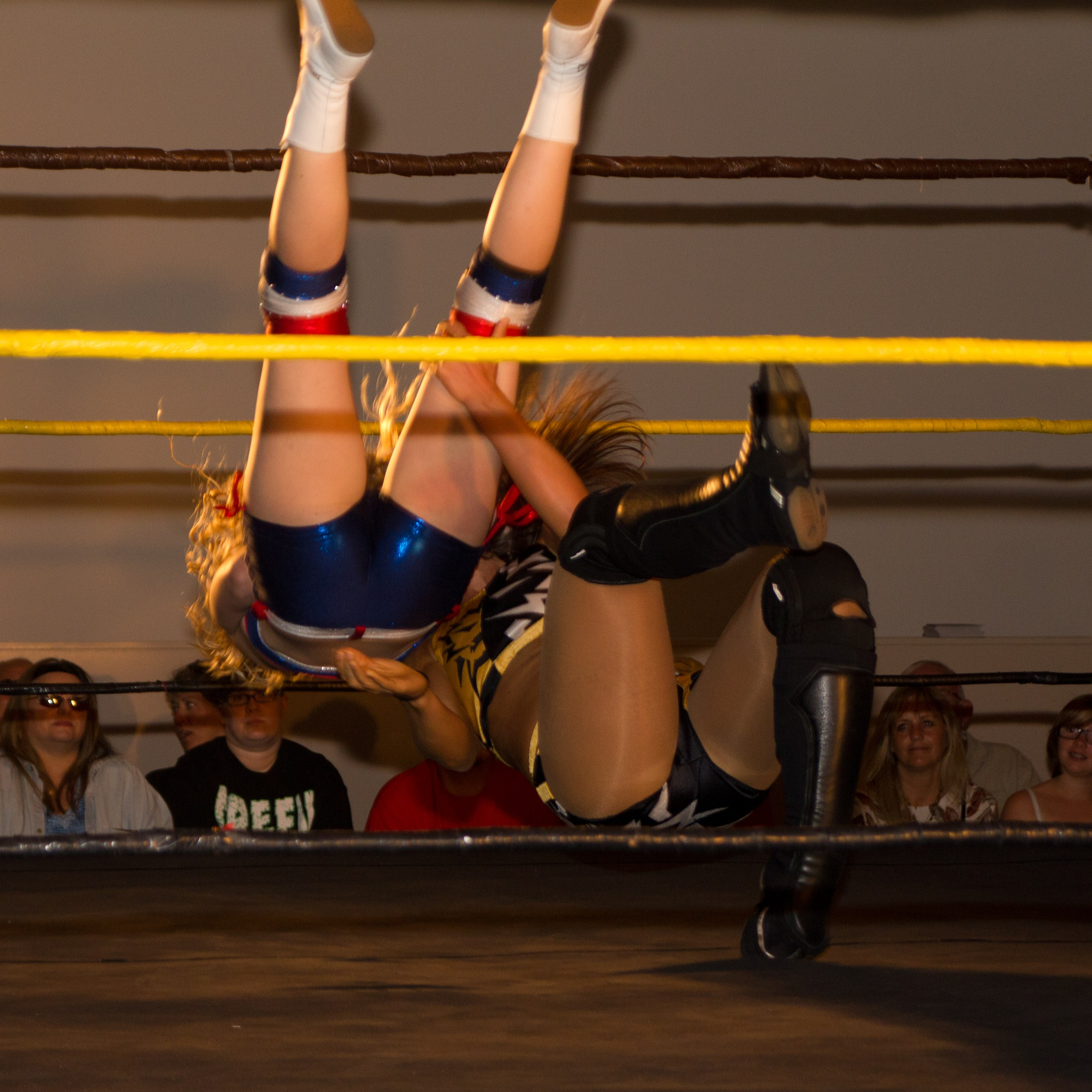
Sara del Rey esegue un Belly-to-back suplex contro Leah von Dutch nel 2011

- Royal Butterfly (Standing butterfly lock released into a butterfly suplex)[4]
- Omoplata crossface[19], adottata da Bryan DanielsonSara del Rey esegue un Belly-to-back suplex contro Leah von Dutch nel 2011
- Spike piledriver[20]

### Soprannomi
- "Death Rey"[21]
- "The Queen of Wrestling"[19]

## Titoli e riconoscimenti
- Canadian Wrestling Revolution
  - CWR Women's Championship (1)[2]
- Impact Zone Wrestling
  - IZW Women's Championship (1)[4]
- Jersey All Pro Wrestling
  - JAPW Women's Championship (1)[22]
- Ohio Championship Wrestling
  - OCW Women's Championship (1)
- Pro Wrestling Illustrated
  - 6° tra le 50 migliori wrestler della PWI Female 50 nel 2008[23]
- Ring of Honor
  - Undisputed World Intergender Tag Team Championship (1) - con Chris Hero[2]
- Shimmer Women Athletes
  - SHIMMER Championship (1)
  - Shimmer Tag Team Championship (1) – con Courtney Rush